# 그린GNP
그린GNP(Green gross domestic product 또는 GGDP)는 한 국가의 전통적인 국내총생산(GDP)을 요인으로 포함시키는 성장의 환경적 결과가 포함된 경제성장 지수이다. 그린GDP는 생물다양성의 소실, 기후 변화로 인한 비용을 금전적 부분에 포함시킨다.

## 같이 보기
- 사회지표
- 밀레니엄 개발 목표